# Potencial escalar
En física matemática, el potencial escalar, en pocas palabras, describe la situación en la que la diferencia en la energías potenciales de un objeto en dos posiciones diferentes depende sólo de las posiciones, no de la trayectoria tomada por el objeto al viajar de una posición a la otra.  Es un campo escalar en el espacio tridimensional: un valor sin dirección (escalar) que depende sólo de su posición.  Un ejemplo familiar es energía potencial debida a la gravedad.
.

Campo vectorial (derecha) y potencial escalar correspondiente (izquierda)

Un potencial escalar es un concepto fundamental en análisis vectorial y física (el adjetivo escalar se omite frecuentemente si no hay peligro de confusión con potencial vectorial).  El potencial escalar es un ejemplo de campo escalar. Dado un campo vectorial F, el potencial escalar P se define tal que: 
{\displaystyle \mathbf {F} =-\nabla P=-\left({\frac {\partial P}{\partial x}},{\frac {\partial P}{\partial y}},{\frac {\partial P}{\partial z}}\right),}
donde ∇P es el gradiente de P y la segunda parte de la ecuación es menos el gradiente para una función del coordenadas cartesianas. x, y, z.. En algunos casos, los matemáticos pueden utilizar un signo positivo delante del gradiente para definir el potencial. Debido a esta definición de P en términos del gradiente, la dirección de F en cualquier punto es la dirección de la disminución más pronunciada de P en ese punto, su magnitud es la tasa de esa disminución por unidad de longitud.
Para que F se describa sólo en términos de un potencial escalar, cualquiera de las siguientes afirmaciones equivalentes tiene que ser cierta:
{\displaystyle -\int _{a}^{b}\mathbf {F} \cdot d\mathbf {l} =P(\mathbf {b} )-P(\mathbf {a} ),} donde la integración es sobre un Teorema de la curva de Jordan que pasa de la posición 'a a la posición b y P(b) es P evaluado en la posición b.
1. <donde la integral es sobre cualquier trayectoria simple cerrada, también conocida como curva de Jordan.
2. {\displaystyle {\nabla }\times {\mathbf {F} }=0.}

La primera de estas condiciones representa el teorema fundamental del gradiente y es cierta para cualquier campo vectorial que sea gradiente de una diferenciable. monovaluada campo escalar P.  La segunda condición es un requisito de F para que pueda expresarse como el gradiente de una función escalar. La tercera condición re-expresa la segunda condición en términos del rotacional de F usando el teorema fundamental del rotacional.  Un campo vectorial F que satisface estas condiciones se dice que es irrotacional (conservativo).

Pozo potencial gravitatorio de una masa creciente donde F' = -∇P

Los potenciales escalares desempeñan un papel destacado en muchas áreas de la física y la ingeniería.  El potencial gravitatorio es el potencial escalar asociado a la gravedad por unidad de masa, es decir, la aceleración debida al campo, en función de la posición. El potencial gravitatorio es la energía potencial gravitatoria por unidad de masa.  En electrostática el potencial eléctrico es el potencial escalar asociado al campo eléctrico, es decir, a la fuerza electrostática por unidad de carga. El potencial eléctrico es en este caso la energía potencial electrostática por unidad de carga.  En dinámica de fluidos, los  campos laminares irrotacionales tienen un potencial escalar sólo en el caso especial en que se trata de un  campo laplaciano.  Ciertos aspectos de la fuerza nuclear pueden describirse mediante un potencial de Yukawa.  El potencial juega un papel destacado en las formulaciones Lagrangiana y Hamiltoniana de la mecánica clásica.  Además, el potencial escalar es la cantidad fundamental en mecánica cuántica.
No todos los campos vectoriales tienen un potencial escalar. Los que lo tienen se llaman conservativo, que corresponde a la noción de fuerza conservativa en física. Ejemplos de fuerzas no conservativas son las fuerzas de fricción, las fuerzas magnéticas y, en mecánica de fluidos, un solenoidal campo de velocidad. Sin embargo, por el teorema de descomposición de Helmholtz, todos los campos vectoriales pueden describirse en términos de un potencial escalar y su correspondiente potencial vectorial. En electrodinámica, los potenciales electromagnéticos escalar y vectorial se conocen conjuntamente como cuadripotenciales electromagnéticos.

## Condiciones de integrabilidad
Si F es un campo vectorial conservativo (también llamado irrotacional, libre de rotacional, o potencial), y sus componentes tienen continua derivada parcial s derivada parcials, el potencial de F con respecto a un punto de referencia r0 se define en términos de la integral de línea:
{\displaystyle V(\mathbf {r} )=-\int _{C}\mathbf {F} (\mathbf {r} )\cdot \,d\mathbf {r} =-\int _{a}^{b}\mathbf {F} (\mathbf {r} (t))\cdot \mathbf {r} '(t)\,dt,}
donde C es un camino parametrizado desde r0 a r, 
{\displaystyle \mathbf {r} (t),a\leq t\leq b,\mathbf {r} (a)=\mathbf {r_{0}} ,\mathbf {r} (b)=\mathbf {r} .}
El hecho de que la integral de línea dependa de la trayectoria C sólo a través de sus puntos terminales r0 y r es, en esencia, la propiedad de independencia de la trayectoria de un campo vectorial conservativo. El Teorema fundamental de las integrales de línea implica que si V se define de este modo, entonces F = -∇V, de modo que V es un potencial escalar del campo vectorial conservativo F. El potencial escalar no viene determinado únicamente por el campo vectorial: de hecho, el gradiente de una función no se ve afectado si se le añade una constante. Si V se define en términos de la integral de línea, la ambigüedad de V refleja la libertad en la elección del punto de referencia r0.

## Altitud como energía potencial gravitatoria
.

campo gravitatorio uniforme cerca de la superficie de la Tierra

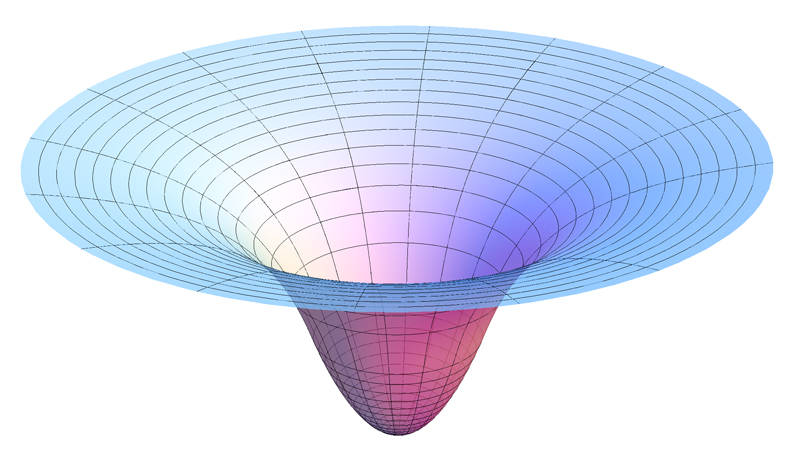
Gráfico de un corte bidimensional del potencial gravitatorio en y alrededor de un cuerpo esférico uniforme. Los puntos de inflexións de la sección transversal están en la superficie del cuerpo

Un ejemplo es el campo gravitatorio (casi) uniforme cerca de la superficie de la Tierra.  Tiene una energía potencial
{\displaystyle U=mgh}
donde U es la energía potencial gravitatoria y h es la altura sobre la superficie.  Esto significa que la energía potencial gravitatoria en un mapa de contorno es proporcional a la altitud.   En un mapa de curvas de nivel, el gradiente negativo bidimensional de la altitud es un campo vectorial bidimensional, cuyos vectores son siempre perpendiculares a las curvas de nivel y también perpendiculares a la dirección de la gravedad.  Pero en la región montañosa representada por el mapa de curvas de nivel, el gradiente negativo tridimensional de U siempre apunta directamente hacia abajo en la dirección de la gravedad; F.  Sin embargo, una pelota rodando por una colina no puede moverse directamente hacia abajo debido a la fuerza normal de la superficie de la colina, que anula la componente de la gravedad perpendicular a la superficie de la colina.  La componente de la gravedad que queda para mover la pelota es paralela a la superficie:
{\displaystyle \mathbf {F} _{\mathrm {S} }=-mg\ \sin \theta }
donde θ es el ángulo de inclinación, y la componente de FS perpendicular a la gravedad es
{\displaystyle \mathbf {F} _{\mathrm {P} }=-mg\ \sin \theta \ \cos \theta =-{1 \over 2}mg\sin 2\theta .}
Esta fuerza FP, paralela al suelo, es mayor cuando θ es de 45 grados.
Sea Δh el intervalo uniforme de altitud entre curvas de nivel en el mapa de curvas de nivel, y sea Δx la distancia entre dos curvas de nivel.  Entonces 
{\displaystyle \theta =\tan ^{-1}{\frac {\Delta h}{\Delta x}}}
de modo que
{\displaystyle F_{P}=-mg{\Delta x\,\Delta h \over \Delta x^{2}+\Delta h^{2}}.}
Sin embargo, en un mapa de contorno, el gradiente es inversamente proporcional a Δx, que no es similar a la fuerza FP: altitud en un mapa de contorno no es exactamente un campo potencial bidimensional.  Las magnitudes de las fuerzas son diferentes, pero las direcciones de las fuerzas son las mismas tanto en un mapa de contorno como en la región accidentada de la superficie terrestre representada por el mapa de contorno.

## La presión como potencial de flotación
En mecánica de fluidos, un fluido en equilibrio, pero en presencia de un campo gravitatorio uniforme está impregnado por una fuerza de flotación uniforme que anula la fuerza gravitatoria: así es como el fluido mantiene su equilibrio.  Esta fuerza de flotación es el gradiente negativo de presión:
{\displaystyle \mathbf {f_{B}} =-\nabla p.\,}
Como la fuerza de flotación apunta hacia arriba, en dirección opuesta a la gravedad, entonces la presión en el fluido aumenta hacia abajo.  La presión en una masa de agua estática aumenta proporcionalmente a la profundidad por debajo de la superficie del agua.  Las superficies de presión constante son planos paralelos a la superficie, que puede caracterizarse como el plano de presión cero.
Si el líquido tiene un vórtice vertical (cuyo eje de rotación es perpendicular a la superficie), el vórtice provoca una depresión en el campo de presión. La superficie del líquido dentro del vórtice es atraída hacia abajo, al igual que cualquier superficie de igual presión que permanezca paralela a la superficie del líquido. El efecto es más intenso en el interior del vórtice y disminuye rápidamente con la distancia al eje del vórtice. 
La fuerza de flotación debida a un fluido sobre un objeto sólido sumergido y rodeado por ese fluido puede obtenerse integrando el gradiente negativo de presión a lo largo de la superficie del objeto:
{\displaystyle F_{B}=-\oint _{S}\nabla p\cdot \,d\mathbf {S} .}

## Potencial escalar en el espacio euclídeo
En el espacio euclídeo tridimensional, el potencial escalar de un campo vectorial conservativo o irrotacional, E está dado por
{\displaystyle \Phi (\mathbf {r} )={1 \over 4\pi }\int _{\mathbb {R} ^{3}}{\frac {\operatorname {div} \mathbf {E} (\mathbf {r} ')}{\|\mathbf {r} -\mathbf {r} '\|}}\,dV(\mathbf {r} ')}
donde dV(r') es un elemento de volumen infinitesimal con respecto a r'.  Entonces
{\displaystyle \mathbf {E} =-\mathbf {\nabla } \Phi =-{1 \over 4\pi }\mathbf {\nabla } \int _{\mathbb {R} ^{3}}{\frac {\operatorname {div} \mathbf {E} (\mathbf {r} ')}{\|\mathbf {r} -\mathbf {r} '\|}}\,dV(\mathbf {r} ')}
Esto se cumple siempre que E sea continua y desaparezca asintóticamente a cero hacia el infinito, decreciendo más rápido que 1/r y si la  divergencia de E desaparece igualmente hacia el infinito, decreciendo más rápido que 1/r.F2.
Escrito de otra manera, dejemos que
{\displaystyle \Gamma (\mathbf {r} )={\frac {1}{4\pi }}{\frac {1}{\|\mathbf {r} \|}}}
sea el potencial newtoniano.  Esta es la solución fundamental de la ecuación de Laplace, lo que significa que el Laplaciano de Γ es igual al negativo de la función delta de Dirac:
{\displaystyle \nabla ^{2}\Gamma (\mathbf {r} )+\delta (\mathbf {r} )=0.}
Entonces el potencial escalar es la divergencia de la convolución de E con Γ:
{\displaystyle \Phi =\operatorname {div} (\mathbf {E} *\Gamma ).}
De hecho, la convolución de un campo vectorial irrotacional con un potencial rotacionalmente invariante es también irrotacional.  Para un campo vectorial irrotacional G, se puede demostrar que 
{\displaystyle \nabla ^{2}\mathbf {G} =\mathbf {\nabla } (\mathbf {\nabla } \cdot {}\mathbf {G} ).}
Por lo tanto
{\displaystyle (\mathbf {E} *\Gamma )=\nabla ^{2}(\mathbf {E} *\Gamma )=\mathbf {E} *\nabla ^{2}\Gamma =-\mathbf {E} *\delta =-\mathbf {E} }
como se requiere.
De forma más general, la fórmula
{\displaystyle \Phi =\operatorname {div} (\mathbf {E} *\Gamma )}
se cumple en un espacio euclídeo de n dimensiones (n > 2) con el potencial newtoniano dado entonces por
{\displaystyle Gamma(\mathbf {r} )={\frac {1}{n(n-2)\omega _{n}\||mathbfr\|^{n-2}}}}
donde ω{sub}} es el volumen de la bola unitaria n.  La demostración es idéntica.  Alternativamente, la integración por partes (o, más rigurosamente, la propiedades de la convolución) da
{\displaystyle \Phi (\mathbf {r} )=-{\frac {1}{n\omega _{n}}}\int _{\mathbb {R} ^{n}}{\frac {\mathbf {E} (\mathbf {r} ')\cdot (\mathbf {r} -\mathbf {r} ')}{\|\mathbf {r} -\mathbf {r} '\|^{n}}}\,dV(\mathbf {r} ').}